# Ненад Митровић (фудбалер, 1980)
Ненад Митровић (Лесковац, 21. октобра 1980) српски је фудбалер који тренутно наступа за Јединство из Бошњаца. Висок је 178 центиметара и игра у нападу.